# SC Wiedenbrück/Namen und Zahlen
Dieser Artikel dient der Darstellung bedeutender Statistiken des Fußballclubs SC Wiedenbrück, für die im Hauptartikel nur wenig Platz ist. An wichtigen Stellen wird dort auf einzelne Abschnitte dieser Datensammlung verlinkt.

## Saisonbilanzen
Grün unterlegte Platzierungen kennzeichnen einen Aufstieg während rot unterlegte Platzierungen auf Abstiege hinweisen.

### Die 2000er Jahre
| Saison  | Liga                     | Level | Platz | S  | U  | N  | Tore   | Punkte | Westfalenpokal     | DFB-Pokal          |
| ------- | ------------------------ | ----- | ----- | -- | -- | -- | ------ | ------ | ------------------ | ------------------ |
| 2000/01 | Verbandsliga Westfalen 1 | V     | 03.   | 16 | 03 | 9  | 049:30 | 51     | nicht qualifiziert | nicht qualifiziert |
| 2001/02 | Verbandsliga Westfalen 1 | V     | 07.   | 09 | 07 | 12 | 036:36 | 34     | nicht qualifiziert | nicht qualifiziert |
| 2002/03 | Verbandsliga Westfalen 1 | V     | 03.   | 16 | 04 | 08 | 059:27 | 52     | nicht qualifiziert | nicht qualifiziert |
| 2003/04 | Verbandsliga Westfalen 1 | V     | 10.   | 10 | 10 | 10 | 049:49 | 40     | nicht qualifiziert | nicht qualifiziert |
| 2004/05 | Verbandsliga Westfalen 1 | V     | 14.   | 08 | 08 | 14 | 039:56 | 32     | nicht qualifiziert | nicht qualifiziert |
| 2005/06 | Landesliga Westfalen 1   | VI    | 01.   | 20 | 04 | 06 | 072:30 | 64     | nicht qualifiziert | nicht qualifiziert |
| 2006/07 | Verbandsliga Westfalen 1 | V     | 02.   | 16 | 07 | 05 | 049:23 | 55     | nicht qualifiziert | nicht qualifiziert |
| 2007/08 | Oberliga Westfalen       | IV    | 17.   | 05 | 10 | 19 | 033:63 | 25     | Viertelfinale      | nicht qualifiziert |
| 2008/09 | Westfalenliga 1          | VI    | 01.   | 30 | 03 | 01 | 105:27 | 93     | 1. Runde           | nicht qualifiziert |
| 2009/10 | NRW-Liga                 | V     | 01.   | 22 | 09 | 05 | 068:39 | 75     | nicht qualifiziert | nicht qualifiziert |

### Die 2010er Jahre
| Saison  | Liga               | Level | Platz | S  | U  | N  | Tore  | Punkte | Westfalenpokal | DFB-Pokal          |
| ------- | ------------------ | ----- | ----- | -- | -- | -- | ----- | ------ | -------------- | ------------------ |
| 2010/11 | Regionalliga West  | IV    | 10.   | 13 | 07 | 14 | 50:55 | 46     | Sieger         | nicht qualifiziert |
| 2011/12 | Regionalliga West  | IV    | 15.   | 10 | 10 | 16 | 44:52 | 40     | Viertelfinale  | 1. Runde           |
| 2012/13 | Regionalliga West  | IV    | 09.   | 15 | 06 | 17 | 56:56 | 51     | Finale         | nicht qualifiziert |
| 2013/14 | Regionalliga West  | IV    | 16.   | 7  | 09 | 20 | 46:76 | 30     | 2. Runde       | 2. Runde           |
| 2014/15 | Regionalliga West  | IV    | 12.   | 11 | 07 | 16 | 38:54 | 40     | Achtelfinale   | nicht qualifiziert |
| 2015/16 | Regionalliga West  | IV    | 11.   | 13 | 11 | 12 | 50:45 | 50     | Viertelfinale  | nicht qualifiziert |
| 2016/17 | Regionalliga West  | IV    | 14.   | 9  | 12 | 13 | 43:52 | 39     | Achtelfinale   | nicht qualifiziert |
| 2017/18 | Regionalliga West  | IV    | 07.   | 15 | 07 | 12 | 55:48 | 52     | 1. Runde       | nicht qualifiziert |
| 2018/19 | Regionalliga West  | IV    | 17.   | 9  | 11 | 14 | 42:52 | 38     | Finale         | nicht qualifiziert |
| 2019/20 | Oberliga Westfalen | V     | 01.   | 12 | 05 | 03 | 35:23 | 41     | Viertelfinale  | nicht qualifiziert |

Die Saison 2019/20 wurde wegen der COVID-19-Pandemie zunächst unterbrochen und dann abgebrochen. Wiedenbrück wurde aufgrund des besten Punktequotienten zum Meister und Aufsteiger erklärt.

### Die 2020er Jahre
| Saison  | Liga              | Level | Platz | S  | U  | N  | Tore  | Punkte | Westfalenpokal | DFB-Pokal          |
| ------- | ----------------- | ----- | ----- | -- | -- | -- | ----- | ------ | -------------- | ------------------ |
| 2020/21 | Regionalliga West | IV    | 10.   | 13 | 17 | 10 | 55:50 | 56     | Viertelfinale  | 1. Runde           |
| 2021/22 | Regionalliga West | IV    | 08.   | 14 | 13 | 11 | 48:37 | 55     | 2. Runde       | nicht qualifiziert |
| 2022/23 | Regionalliga West | IV    | 12.   | 11 | 08 | 15 | 50:47 | 41     | 2. Runde       | nicht qualifiziert |
| 2023/24 | Regionalliga West | IV    | 10.   | 13 | 09 | 12 | 45:48 | 48     | Achtelfinale   | nicht qualifiziert |
| 2024/25 | Regionalliga West | IV    | 12.   | 10 | 03 | 17 | 38:53 | 33     | Achtelfinale   | nicht qualifiziert |
| 2025/26 | Regionalliga West | IV    | .     |    |    |    | :     |        | 1. Runde       |                    |

## Persönlichkeiten

### Trainer
| von / bis                    | Name              | Ereignisse                                                                                |
| ---------------------------- | ----------------- | ----------------------------------------------------------------------------------------- |
| Juli 2000 bis Januar 2004    | Oswald Semlits    |                                                                                           |
| Januar 2004 bis April 2005   | Steffen Enge      |                                                                                           |
| April 2005 bis Juni 2005     | Philipp Nahrmann  | Abstieg in die Landesliga 2005                                                            |
| Juli 2005 bis Oktober 2007   | Jürgen Gessat     | Aufstieg in die Verbandsliga 2006, Aufstieg in die Oberliga 2007                          |
| Oktober 2007 bis Juni 2008   | Dieter Brei       | Abstieg in die Westfalenliga 2008                                                         |
| Juli 2008 bis Juni 2012      | Thomas Stratos    | Aufstieg in die NRW-Liga 2009, Aufstieg in die Regionalliga 2010, Westfalenpokalsieg 2011 |
| Juli 2012 bis November 2012  | Markus Reiter     |                                                                                           |
| November 2012 bis April 2014 | Theo Schneider    | Westfalenpokalfinale 2013                                                                 |
| April 2014 bis Juni 2014     | Dominik Jansen    | Interimstrainer                                                                           |
| Juli 2014 bis Juni 2017      | Alfons Beckstedde |                                                                                           |
| Juli 2017 bis Januar 2020    | Björn Mehnert     | Abstieg in die Oberliga 2019, Westfalenpokalfinale 2019                                   |
| Januar 2020 bis Juni 2024    | Daniel Brinkmann  | Aufstieg in die Regionalliga 2020                                                         |
| Juli bis Oktober 2024        | Thomas Stratos    |                                                                                           |
| Oktober bis Dezember 2024    | Oliver Zech       | Interimstrainer                                                                           |
| seit Januar 2025             | Sascha Mölders    |                                                                                           |

| Platz | Spielername        | Spiele |
| ----- | ------------------ | ------ |
| 01.   | Marcel Hölscher    | 449    |
| 02.   | Oliver Zech        | 316    |
| 03.   | Carsten Strickmann | 262    |
| 04.   | Mariusz Rogowski   | 258    |
| 05.   | Saban Kaptan       | 205    |
| 06.   | David Hüsing       | 162    |
| 07.   | Dominik Jansen     | 158    |
| 08.   | Soner Dayangan     | 154    |
| 09.   | Robin Twyrdy       | 140    |
|       | Tim Geller         | 140    |
|       | Niklas Szeleschus  | 140    |

| Platz | Spielername        | Tore |
| ----- | ------------------ | ---- |
| 01.   | Dominik Jansen     | 55   |
| 02.   | Kamil Bednarski    | 46   |
| 03.   | Robert Mainka      | 37   |
| 04.   | Marwin Studtrucker | 26   |
| 05.   | Niklas Szeleschus  | 25   |
|       | Massih Wassey      | 25   |
|       | Oliver Zech        | 25   |
| 08.   | Phil Beckhoff      | 23   |
| 09.   | Tobias Puhl        | 19   |
| 10.   | Soner Dayangan     | 18   |
|       | Manfredas Ruzgis   | 18   |

### Bester Torschütze nach Spielzeiten
Aufgeführt wird/werden der/die erfolgreichsten Torschützen des SC Wiedenbrück in jeder Spielzeit ab der Saison 2007/08. Spielernamen in fettgedruckter Schrift kennzeichnen einen Torschützenkönig der jeweiligen Saison.
| Platz   | Spielername                                          | Tore |
| ------- | ---------------------------------------------------- | ---- |
| 2007/08 | Carlos Castilla, Sebastian Herrmann & Gökhan Özdemir | 05   |
| 2008/09 | nicht bekannt                                        | –    |
| 2009/10 | Dominik Jansen                                       | 25   |
| 2010/11 | Robert Mainka                                        | 18   |
| 2011/12 | Robert Mainka                                        | 16   |
| 2012/13 | Volkan Okumak                                        | 11   |
| 2013/14 | Marwin Studtrucker                                   | 13   |
| 2014/15 | Kamil Bednarski                                      | 10   |
| 2015/16 | Kamil Bednarski                                      | 19   |

| Platz   | Spielername                        | Tore |
| ------- | ---------------------------------- | ---- |
| 2016/17 | Gökhan Lekesiz                     | 09   |
| 2017/18 | Aygün Yıldırım                     | 13   |
| 2018/19 | Patrick Schikowski                 | 10   |
| 2019/20 | Aday Ercan                         | 08   |
| 2020/21 | Phil Beckhoff                      | 15   |
| 2021/22 | Benedikt Zahn                      | 09   |
| 2022/23 | Manfredas Ruzgis                   | 09   |
| 2023/24 | Bahattin Karahan & Jan-Lukas Liehr | 06   |

## Bedeutende Mannschaften
| Meister der NRW-Liga 2010 | |
| Tor                       | Daniel Althoff, Robert Hietkamp, Jonathan Mellwig |
| Abwehr                    | Steven Degelmann, Frederic Kollmeier, Mariusz Rogowski, André Schröder, Giovanni Taverna                                                                           |
| Mittelfeld                | Altan Arslan, Pascal Hofbüker, Temel Hop, Christopher John, Lukas Krause, Maximilian Oesterhelweg, Marc Polder, Lars Remmert, Carsten Strickmann, Christian Zodrow |
| Sturm                     | Soner Dayangan, Marko Ivicevic, Dominik Jansen, Hakan Kocaman, Fitim Syla                                                                                          |
| Trainer                   | Thomas Stratos |

| Meister der Oberliga Westfalen 2020 | |
| Tor                                 | Luca Beermann, Marcel Hölscher, Tim Peters, Patrick Poppe, Maik Rubzov                                                                                |
| Abwehr                              | Durim Berisha, Tristan Duschke, Tim Geller, David Hüsing, Daniel Latkowski, Bjarne Pudel, Simon Schubert, Leon Tia, Robin Twyrdy                      |
| Mittelfeld                          | Martin Aciz, Daniel Brinkmann, Lukas Demming, Aday Ercan, Saban Kaptan, Hendrik Lohmar, Marco Pollmann, Ismail Remmo, Sahan Mürsel Sahin, Oliver Zech |
| Sturm                               | Phil Beckhoff, Lukas Klantzos, Viktor Maier, Luei Omar, Jacub Przykylko, Niklas Szeleschus, Xhuljo Tabaku, Vadim Thomas, André Warkentin              |
| Trainer                             | Daniel Brinkmann |

## Besondere Spiele

### Westfalenpokalfinale 2011
| SC Wiedenbrück 2000 – Rot Weiss Ahlen 3:1 | |
| Austragungsort                            | Jahnstadion, Rheda-Wiedenbrück, 700 Zuschauer |
| Aufstellung                               | Sebastian Lange – Benjamin Halstenberg, Marcel Leenemann, Hendrik Starostzik (59. Moritz Kickermann), Mariusz Rogowski – Lukas Krause, Carsten Strickmann (46. Matthias Tietz), Robert Mainka (72. Marwin Studtrucker), Aias Aosman – Stephan Boachie, Dominik Jansen |
| Trainer                                   | Thomas Stratos |
| Tore                                      | 0:1 Venker (25.), 1:1 Kause (29.), 2:1 Mainka (37.), 3:1 Aosman (90.+2) |

### DFB-Pokal 2011
| SC Wiedenbrück 2000 – 1. FC Köln 0:3 | |
| Austragungsort                       | Heidewaldstadion, Gütersloh, 12.200 Zuschauer |
| Aufstellung                          | Sebastian Lange – Stephan Boachie, Benjamin Halstenberg, Mariusz Rogowski, Aias Aosman (71. Hendrik Starostzik), Lukas Krause (46. Matthias Tietz), Marcel Leenemann, Carsten Strickmann, Soner Dayangan, Dominik Jansen, Marwin Studtrucker (46. Muhammed Bulut) |
| Trainer                              | Thomas Stratos |
| Tore                                 | 0:1 Novakovič (23.), 0:2 Novakovic (45.), 0:3 Jajalo (78.) |

### Westfalenpokalfinale 2013
| SC Wiedenbrück 2000 – Arminia Bielefeld 1:3 | |
| Austragungsort                              | Jahnstadion, Rheda-Wiedenbrück, 2500 Zuschauer |
| Aufstellung                                 | Alexander Hahnemann – David Czyszczon, Sebastian Sumelka, Mariusz Rogowski, Jeffrey Volkmer – Oliver Zech (71. Patrick Njambe), Nick Brisevac, Saban Kaptan (65. Dominik Jansen) – Soner Dayangan (46. Tim Knetsch), Marwin Studtrucker, Stefan Langemann |
| Trainer                                     | Theo Schneider |
| Tore                                        | 0:1 Klos (19.), 0:2 Hille (49.), 1:2 Langemann (54.), 1:3 Yeşilyurt (81.) |

### DFB-Pokal 2013: Sieg gegen Düsseldorf
| SC Wiedenbrück 2000 – Fortuna Düsseldorf 1:0 | |
| Austragungsort                               | Heidewaldstadion, Gütersloh, 4500 Zuschauer |
| Aufstellung                                  | Marcel Hölscher – Jeffrey Volkmer, David Czyszczon, Sebastian Sumelka, Mariusz Rogowski – Nick Brisevac, Oliver Zech, Marwin Studtrucker, Carsten Strickmann, Stefan Langemann – Soner Dayangan (77. Tim Knetsch, 90.+4 Patrick Njambe) |
| Trainer                                      | Theo Schneider |
| Tore                                         | 1:0 Studtrucker (90.+1) |

### DFB-Pokal 2013: Zweite Runde
| SC Wiedenbrück 2000 – SV Sandhausen 1:3 | |
| Austragungsort                          | Heidewaldstadion, Gütersloh, 1.870 Zuschauer |
| Aufstellung                             | Marcel Hölscher – David Czyszczon, Sebastian Sumelka, Patrick Njambe, Jeffrey Volkmer (79. Wojciech Pollok), Tim Knetsch (68. Saban Kaptan), Carsten Strickmann, Massih Wassey, Nick Brisevac, Soner Dayangan (73. Dominik Jansen), Marwin Studtrucker |
| Trainer                                 | Theo Schneider |
| Tore                                    | 1:0 Sumelka (39.), 1:1 Jovanović (62.), 1:2 Ulm (65.), 1:3 Jovanović (67.) |

### Westfalenpokalfinale 2019
| SV Rödinghausen – SC Wiedenbrück 2:1 | |
| Austragungsort                       | Häcker-Wiehenstadion, Rödinghausen, 1490 Zuschauer |
| Aufstellung                          | Marcel Hölscher – Robin Twyrdy, André Wallenborn, Daniel Latkowski, Daniel Schaal, David Hüsing – Mike Andreas, Oliver Zech, Yannick Geisler, Lukas Demming – Patrick Schikowski |
| Trainer                              | Björn Mehnert |
| Tore                                 | 1:0 Meyer (14.), 2:0 Engelmann (51.), 2:1 Zech (57.) |